# Кардинале, Сальваторе
Сальваторе Кардинале (итал. Salvatore Cardinale; род. 20 июня 1948, Муссомели, Сицилия) — итальянский государственный деятель.

## Биография
Родился 20 июня 1948 года. Получил юридическое образование в 1972 году, а затем работал юристом в суде Кальтаниссетты.
Начал политическую карьеру в молодёжном движении Христианско-демократической партии. В 1980-х годах он стал мэром Муссомели.
В 1987 и 1992 годах он был избран членом Палаты депутатов от Христианско-демократической партии, а с 1992 по 1994 год был секретарём Демократической парламентской группы. В 1994 году он был одним из основателей Христианско-демократического центра, с которым смог получить место в парламенте на выборах 1994 и 1996 годов.
В феврале 1998 года он стал одним из основателей Демократического союза за Республику и был назначен министром связи в первом и втором правительствах Массимо Д'Алемы.
В 1999 году он присоединился к «Союзу демократов за Европу» Клементе Мастеллы, но в 2000 году стал членом Итальянской народной партии и был министром связи во втором правительстве Джулиано Амато.
На всеобщих выборах 2008 года он отказался от своей кандидатуры, но получил шестую позицию в списке для своей дочери Даниэлы, что создало напряжённость внутри партии.
В 2014 году Кардинале основал на Сицилии Пакт демократов за реформы, который вскоре был переименован в «Будущее Сицилии».